# Передельское
Передельское (укр. Передільське) — село, относится к Счастьенскому району Луганской области Украины.

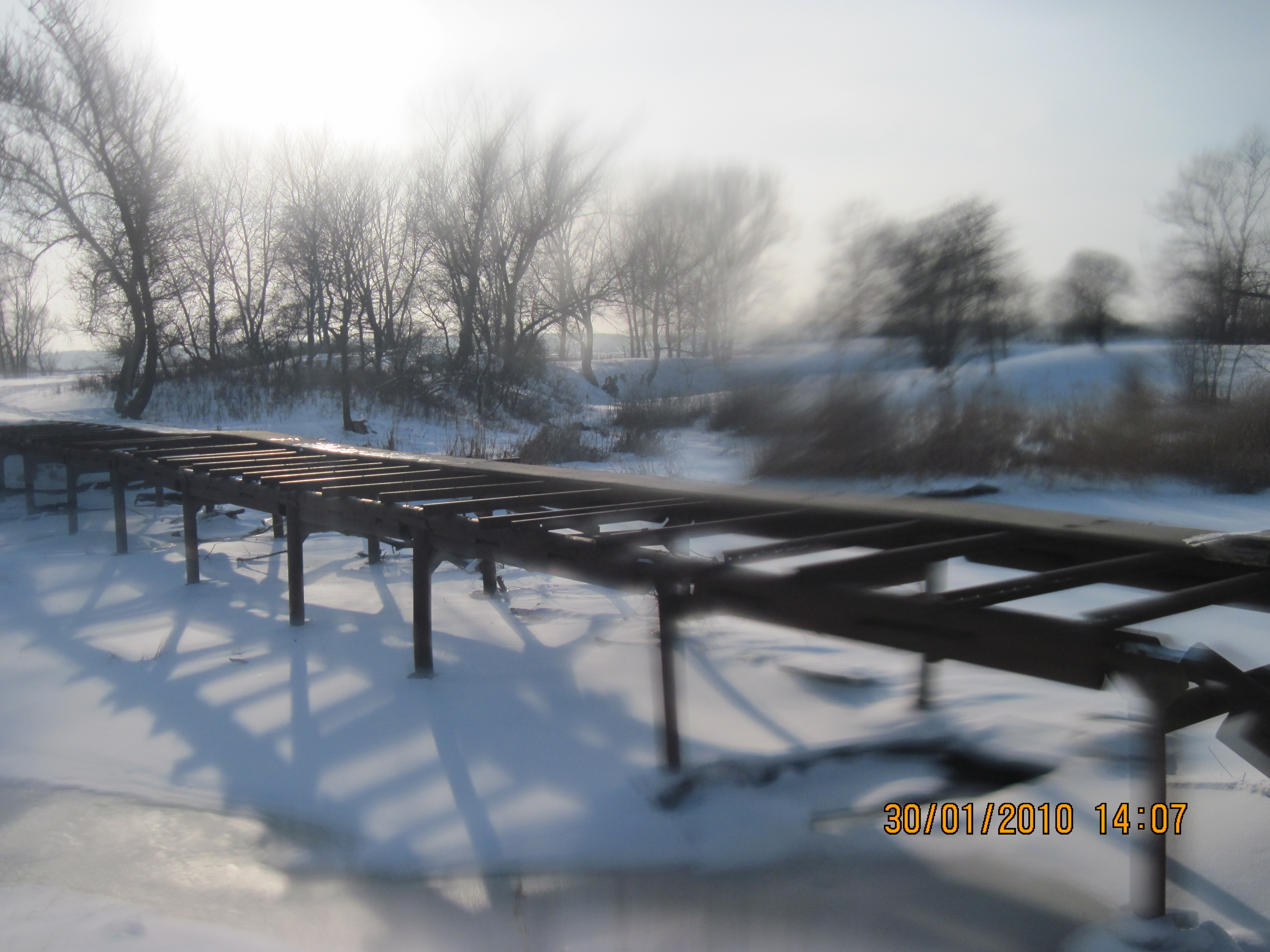
старый мост через речку Айдар возле села Передельское, используется, как пешеходный, рядом с мостом раньше была водяная мельница

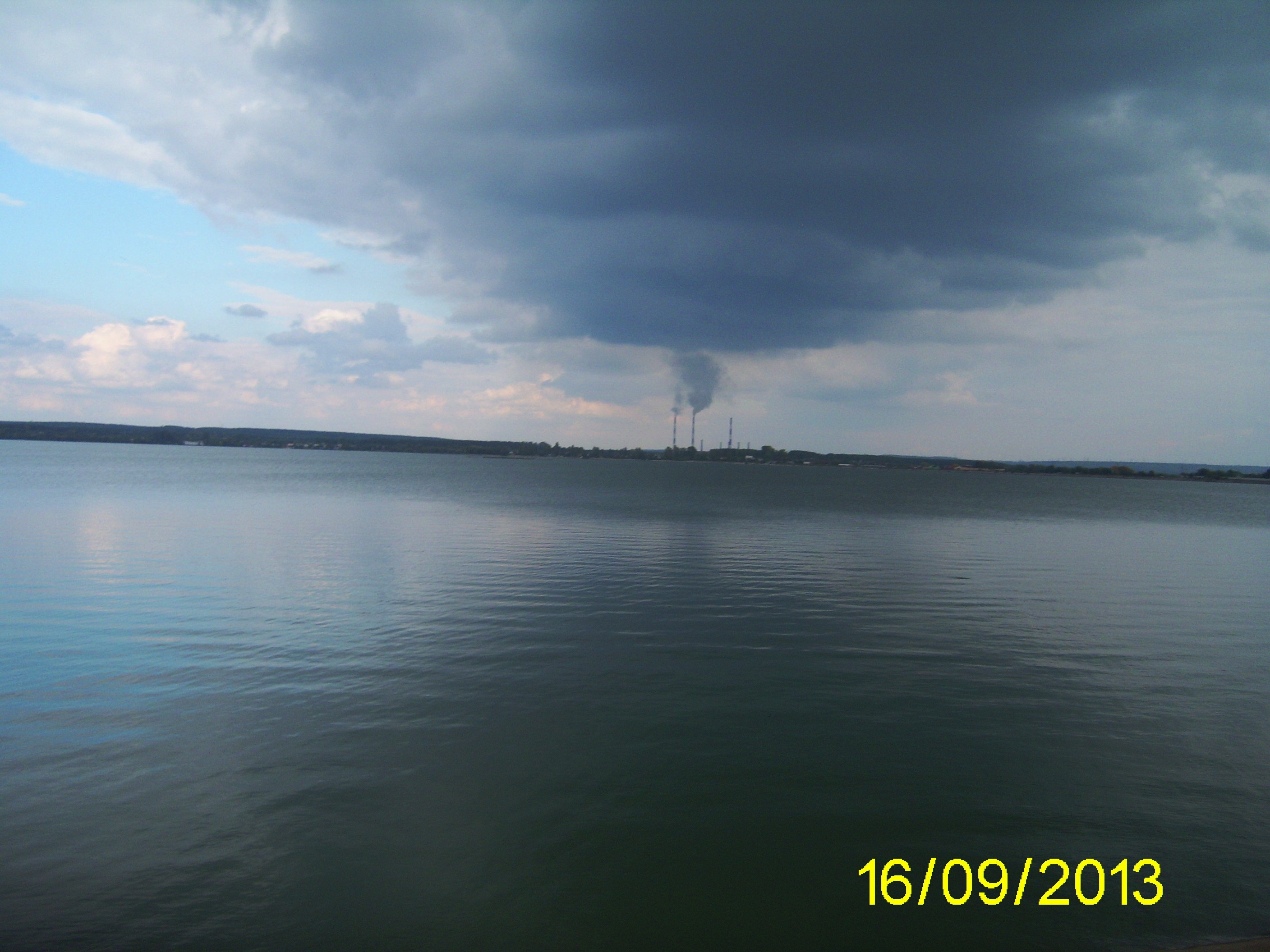
3-й пруд Луганской ТЭС возле села Передельское, 2013 год

Население по переписи 2001 года составляло 1191 человек. Почтовый индекс — 93615. Телефонный код — 6472. Занимает площадь 6,51 км².

## Местный совет
93615, Луганская обл., Счастьенский район, с. Передельское, ул. Центральная, 100.